# Райдейл
Райдейл (англ. Ryedale) — неметрополитенский район (англ. non-metropolitan district) в церемониальном неметрополитенском графстве Норт-Йоркшир.
Административный центр — город Малтон.
Район расположен в восточной части графства Норт-Йоркшир, граничит с графством Ист-Райдинг-оф-Йоркшир.

## Состав
В состав района входят 5 городов:
- Киркбимурсайд
- Малтон
- Нортон-он-Деруэнт
- Пиккеринг
- Хелмсли

и более 110 общин (англ. civil parish).